# اسکات بامفورت
اسکات بامفورت (انگلیسی: Scott Bamforth؛ زادهٔ ۱۲ اوت ۱۹۸۹) بازیکن بسکتبال اهل ایالات متحده آمریکا است.